# 호이군

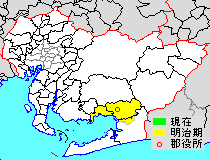
아이치현 호이군의 범위

호이군(宝飯郡)은 일본 아이치현(미카와국)에 있던 군이다.

## 군역
1878년 행정 구역으로 발족 당시의 군역은 아래 구역에 해당한다.
- 도요하시시의 일부
- 도요카와시의 대부분
- 가마고리시 전역

## 역사
- 1878년 12월 20일 - 군구정촌 편제법이 아이치현에서 시행되면서, 행정 구역으로서의 호이군이 발족.

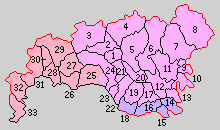
1.고유촌 2.아카사카촌 3.나가사와촌 4.하기촌 5.히라하타촌 6.호노하라촌 7.구와토미촌 8.모토시게촌 9.아소다촌 10.무쓰미촌 11.도요카와촌 12.우시쿠보촌 13.메이지촌 14.오촌 15.시모지촌 16.시카스가촌 17.도요아키촌 18.마에시바촌 19.이나촌 20.시로토리촌 21.고촌 22.사와키촌 23.온마촌 24.미토촌 25.오쓰카촌 26.미야촌 27.도요오카촌 28.가마고리촌 29.시즈사토촌 30.가미노고촌 31.시오쓰촌 32.가타하라촌 33.니시우라촌 (보라:도요하시시 분홍:도요카와시 빨강:가마고리시)

- 1889년 10월 1일 - 정촌제 시행으로, 아래의 정촌이 발족.(33촌)

- 고유촌(御油村), 아카사카촌(赤坂村), 나가사와촌(長沢村), 하기촌(萩村), 히라하타촌(平幡村), 호노하라촌(穂原村), 구와토미촌(桑富村), 모토시게촌(本茂村), 아소다촌(麻生田村), 무쓰미촌(睦美村), 도요카와촌(豊川村), 우시쿠보촌(牛久保村), 메이지촌(明子村): 현 도요카와시
- 오촌(大村), 시모지촌(下地村), 시카스가촌(鹿菅村): 현 도요하시시
- 도요아키촌(豊秋村): 현 도요카와시
- 마에시바촌(前芝村): 현 도요하시시
- 이나촌(伊奈村), 시로토리촌(白鳥村), 고촌(国府村), 사와키촌(佐脇村), 온마촌(御馬村), 미토촌(御津村): 현 도요카와시
- 오쓰카촌(大塚村), 미야촌(三谷村), 도요오카촌(豊岡村), 가마고리촌(蒲郡村), 시즈사토촌(静里村), 가미노고촌(神ノ郷村), 시오쓰촌(塩津村), 가타하라촌(形原村), 니시우라촌(西浦村): 현 가마고리시

- 1891년
  - 10월 16일(3정 30촌)
    - 시모지촌이 정제 시행으로 시모지정(下地町)이 됨.
    - 우시쿠보촌이 정제 시행으로 우시쿠보정(牛久保町)이 됨.
    - 가마고리촌이 정제 시행으로 가마고리정(蒲郡町)이 됨.
- 1892년 1월 29일 - 고유촌이 정제 시행으로 고유정(御油町)이 됨.(4정 29촌)
- 1893년 3월 13일(6정 27촌)
  - 고촌이 정제 시행으로 고정(国府町)이 됨.
  - 도요카와촌이 정제 시행으로 도요카와정(豊川町)이 됨.
- 1894년
  - 6월 23일 - 아카사카촌이 정제 시행으로 아카사카정(赤坂町)이 됨.(7정 26촌)
  - 12월 10일 - 미야촌이 정제 시행으로 미야정(三谷町)이 됨.(8정 25촌)
- 1906년
  - 7월 1일 - 아래의 정촌 통합이 이뤄짐. 모두 신설합병.(8정 13촌)
    - 도요카와정 ← 도요카와정, 아소다촌, 무쓰미촌(일부)
    - 우시쿠보정 ← 무쓰미촌(일부), 우시쿠보정, 메이지촌
    - 미토촌 ← 미토촌, 온마촌, 사와키촌
    - 시모지정 ← 시모지정, 오촌, 시카스가촌
    - 이치노미야촌(一宮村) ← 모토시게촌, 구와토미촌
    - 야와타촌(八幡村) ← 호노하라촌, 히라하타촌
    - 가마고리정 ← 가마고리정, 도요오카촌, 시즈사토촌, 가미노고촌

  - 9월 10일(8정 11촌)
    - 이나촌·도요아키촌이 합병하여, 고자카이촌(小坂井村)이 발족.
    - 고정·시로토리촌이 합병하여, 새로이 고정이 발족.
- 1924년 4월 1일 - 가타하라촌이 정제 시행으로 가타하라정(形原町)이 됨.(9정 10촌)
- 1926년 9월 12일 - 고자카이촌이 정제 시행으로 고자카이정(小坂井町)이 됨.(10정 9촌)
- 1930년 2월 11일 - 미토촌이 정제 시행으로 미토정(御津町)이 됨.(11정 8촌)
- 1932년 9월 1일 - 시모지정이 도요하시시에 편입.(10정 8촌)
- 1933년 6월 10일 - 도요카와정이 도요하시시의 일부를 편입.
- 1943년 6월 1일 - 도요카와정·우시쿠보정·고정·야와타촌이 합병하여, 도요카와시(豊川市)가 발족, 군에서 이탈.(7정 7촌)
- 1944년 2월 11일 - 니시우라촌이 정제 시행으로 니시우라정(西浦町)이 됨.(8정 6촌)
- 1954년 4월 1일(6정 5촌)
  - 가마고리정·미야정·시오쓰촌이 합병하여, 가마고리시(蒲郡市)가 발족, 군에서 이탈.
  - 이치노미야촌이 야나군 야마토촌을 편입.
- 1955년
  - 3월 1일 - 마에시바촌이 도요하시시에 편입.(6정 4촌)
  - 4월 1일(6정 2촌)
    - 아카사카정·나가사와촌·하기촌이 합병하여, 오토와정(音羽町)이 발족.
    - 이치노미야촌이 야나군 소와촌의 일부를 편입.

  - 10월 1일 - 오쓰카촌이 분리되어, 일부가 가마고리시에, 잔여부가 미토정에 각각 편입.(6정 1촌)
- 1959년 4월 1일 - 고유정이 도요카와시에 편입.(5정 1촌)
- 1961년 4월 1일 - 이치노미야촌이 정제 시행으로 이치노미야정(一宮町)이 됨.(6정)
- 1962년 4월 1일 - 가타하라정이 가마고리시에 편입.(5정)
- 1963년 4월 1일 - 니시우라정이 가마고리시에 편입.(4정)
- 2006년 2월 1일 - 이치노미야정이 도요카와시에 편입.(3정)
- 2008년 1월 15일 - 오토와정·미토정이 도요카와시에 편입.(1정)
- 2010년 2월 1일 - 고자카이정이 도요카와시에 편입. 이날 호이군은 폐지됨.

## 참고 문헌
- 《가도카와 일본 지명 대사전》 편집위원회, 편집. (1989년 3월 8일). 《가도카와 일본 지명 대사전》. 23 아이치현. 가도카와 쇼텐. ISBN 4040012305.